# WTA-toernooi van Bayonne
Het WTA-toernooi van Bayonne was een tennistoernooi voor vrouwen dat van 1989 tot en met 1992 plaatsvond in de Franse stad Bayonne. De officiële naam van het toernooi was Open Whirlpool.
De WTA organiseerde het toernooi, dat laatstelijk in de categorie "Tier IV" viel en werd gespeeld op overdekte tapijtbanen.
Er werd door 32 deelneemsters per jaar gestreden om de titel in het enkelspel, en door 16 paren om de dubbelspeltitel. Aan het kwalificatietoernooi voor het enkelspel namen 32 speelsters deel, met vier plaatsen in het hoofdtoernooi te vergeven.

## Officiële namen
| 1989      | Open de La Côte Basque |
| 1990–1992 | Open Whirlpool         |

## Meervoudig winnaressen enkelspel
| speelster                 | aantal titels | in de jaren |
| ------------------------- | ------------- | ----------- |
| Manuela Maleeva-Fragnière | 2             | 1991, 1992  |

## Finales

### Enkelspel
| Datum      | Naam                   | Cat.    | ($)     | Ondergrond     | Winnares                  | Verliezend finaliste | Uitslag       |
| ---------- | ---------------------- | ------- | ------- | -------------- | ------------------------- | -------------------- | ------------- |
| 1989-10-16 | Open de La Côte Basque | Tier V  | 100.000 | tapijt, binnen | Katerina Maleeva          | Conchita Martínez    | 6-2, 6-2      |
| 1990-09-24 | Open Whirlpool         | Tier V  | 100.000 | tapijt, binnen | Nathalie Tauziat          | Anke Huber           | 6-3, 7-6      |
| 1991-09-23 | Open Whirlpool         | Tier IV | 150.000 | tapijt, binnen | Manuela Maleeva-Fragnière | Leila Meschi         | 4-6, 6-3, 6-4 |
| 1992-09-28 | Open Whirlpool         | Tier IV | 150.000 | tapijt, binnen | Manuela Maleeva-Fragnière | Nathalie Tauziat     | 6-7, 6-2, 6-3 |

### Dubbelspel
| Datum      | Naam                   | Cat.    | ($)     | Ondergrond     | Winnaressen                        | Verliezend finalistes               | Uitslag       |
| ---------- | ---------------------- | ------- | ------- | -------------- | ---------------------------------- | ----------------------------------- | ------------- |
| 1989-10-16 | Open de La Côte Basque | Tier V  | 100.000 | tapijt, binnen | Manon Bollegraf Catherine Tanvier  | Elna Reinach Raffaella Reggi        | 7-6, 7-5      |
| 1990-09-24 | Open Whirlpool         | Tier V  | 100.000 | tapijt, binnen | Louise Field Catherine Tanvier     | Jo-Anne Faull Rachel McQuillan      | 7-6, 6-7, 7-6 |
| 1991-09-23 | Open Whirlpool         | Tier IV | 150.000 | tapijt, binnen | Patricia Tarabini Nathalie Tauziat | Rachel McQuillan Catherine Tanvier  | 6-3, opg.     |
| 1992-09-28 | Open Whirlpool         | Tier IV | 150.000 | tapijt, binnen | Linda Ferrando Petra Langrová      | Claudia Kohde-Kilsch Stephanie Rehe | 1-6, 6-3, 6-4 |